# Döttesfeld
Döttesfeld – miejscowość i gmina w zachodnich Niemczech, w kraju związkowym Nadrenia-Palatynat, w powiecie Neuwied, wchodzi w skład gminy związkowej Puderbach. Liczy 664 mieszkańców (31 grudnia 2009). Leży w paśmie górskim Westerwald, w dolinie rzeki Wied i jest znanym ośrodkiem wypoczynkowym.